# Tina Di Lorenzo
Tina Di Lorenzo (Turín, 4 de diciembre de 1872 - Milán, 25 de marzo de 1930) fue una actriz italiana de teatro y cine mudo.

## Primeros años
Concettina Di Lorenzo nació en la ciudad italiana de Turín, era hija del marqués Corrado Di Lorenzo y Amelia Colonnello. Sus padres eran ambos de Sicilia; su madre era actriz, por lo que la joven Tina se crio en la casa de su padre en Noto.

## Carrera
Di Lorenzo comenzó a actuar cuando era adolescente, a veces junto con su madre. De joven entró en la compañía de Francesco Pasta en 1890-1891, y luego en la de Flavio Andò de 1897 a 1905. Realizó giras al exterior en varias ocasiones, tanto en Europa del Este, como por América Central y América del Sur.  De 1912 a 1914 fue miembro de la Stabile del Teatro Manzoni de Milán. Sus papeles incluyeron a Julieta, Camille, Zaza y Pamela. Llevó vestuario del diseñador teatral Luigi Sapelli.

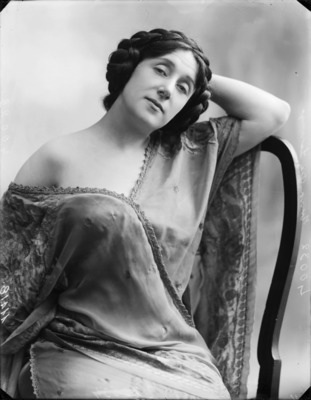
Tina di Lorenzo fotografiada pro Mario Nunez Vais cerca de 1910.

Apareció en tres películas mudas italianas: La scintilla (1915, dirigida por Eleuterio Rodolfi ), La bella mamma (1915, dirigida por Eleuterio Rodolfi ) y La gorgona (1916, dirigida por Mario Caserini).

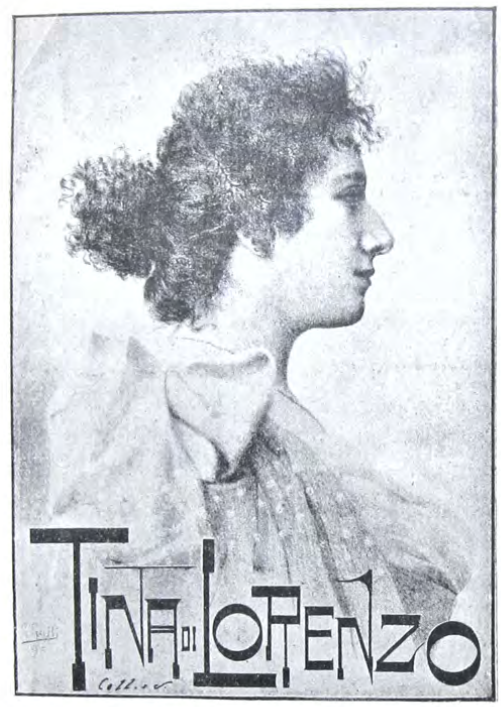
Imagen de Tina di Lorenzo publicada en 1896 en Buenos Aires.

Di Lorenzo ya era lo suficientemente famosa a los 24 años como para ser objeto de una biografía; Tina di Lorenzo: Cenni biografici e artici, de Camillo Antona-Traversi, se publicó en 1896. En 1906 se publicó otra biografía. Hacia 1896 ya había aparecido también una breve biografía en revistas de la época, como El criollo. Almanaque argentino.

## Vida personal
Tina Di Lorenzo se casó con el también actor Armando Falconi en 1901. Tuvieron un hijo juntos, Dino Falconi (1902-1990), que se convirtió en guionista y director de cine. Murió en Milán en 1930, a la edad de 57 años. Su tumba se encuentra en el Cimitero Monumentale di Milano. En Noto hay un teatro que lleva el nombre de Tina Di Lorenzo.